# Cultura di Tiszapolgár
La cultura di Tiszapolgár o cultura di Tiszapolgár-Romanesti è una cultura archeologica eneolitica della Grande pianura ungherese e il Banato in Europa centrale. Il sito tipo di Tiszapolgár-Basatanya è una località nel nord-est dell'Ungheria. Si tratta di una continuazione della precedente cultura neolitica di Tisza. Il sito tipo di Romanesti è in località Romanesti-Tomești, distretto di Timiș, Romania.
La maggior parte delle informazioni sulla cultura di Tiszapolgár provengono dai cimiteri; oltre 150 tombe individuali sono state scavate nel corso dello scavo a Tiszapolgár-Basatanya. La ceramica è spesso lucida e decorata.